# Ellaville
Ellaville és una població dels Estats Units a l'estat de Geòrgia. Segons el cens del 2000 tenia 1.609 habitants.

## Demografia
Segons el cens del 2000, Ellaville tenia 1.609 habitants, 621 habitatges, i 416 famílies. La densitat de població era de 195,4 habitants/km².
Dels 621 habitatges en un 35,9% hi vivien nens de menys de 18 anys, en un 40,4% hi vivien parelles casades, en un 22,7% dones solteres, i en un 32,9% no eren unitats familiars. En el 30,8% dels habitatges hi vivien persones soles el 13,7% de les quals corresponia a persones de 65 anys o més que vivien soles. El nombre mitjà de persones vivint en cada habitatge era de 2,57 i el nombre mitjà de persones que vivien en cada família era de 3,22.
Per edats la població es repartia de la següent manera: un 31,5% tenia menys de 18 anys, un 8,3% entre 18 i 24, un 25,8% entre 25 i 44, un 22,2% de 45 a 60 i un 12,2% 65 anys o més.
L'edat mediana era de 33 anys. Per cada 100 dones de 18 o més anys hi havia 77,5 homes.
La renda mediana per habitatge era de 25.724 $ i la renda mediana per família de 33.409 $. Els homes tenien una renda mediana de 29.500 $ mentre que les dones 21.615 $. La renda per capita de la població era de 13.320 $. Entorn del 22,2% de les famílies i el 26,3% de la població estaven per davall del llindar de pobresa.

## Poblacions més properes
El següent diagrama mostra les poblacions més properes.